# Estadio Municipal de Ipurua
Das Estadio Municipal de Ipurua ist ein Fußballstadion in der spanischen Stadt Eibar der autonomen Gemeinschaft Baskenland. Von 2015 bis 2020 wurde die Anlage für rund 20 Mio. Euro modernisiert. Es wurden drei der vier Ränge abgerissen und durch Neubauten ersetzt. Das Ipurua bietet 8.164 Zuschauern Platz und ist die Heimstätte des Fußballclubs SD Eibar.

## Geschichte
Das Estadio Municipal de Ipurua wurde am 14. September 1947 eingeweiht, um dem 1940 ins Leben gerufenen lokalen Verein SD Eibar als Spielstätte zu dienen. Das Eröffnungsspiel gegen den CD Elgoibar endete mit 0:2. Die Errichtung der Haupttribüne auf der Südseite der Spielstätte begann 1948 und wurde drei Jahre später fertiggestellt. Im Jahr 1970 wurde die Flutlichtanlage installiert.
Zur Saison 1988/89 stieg die SD Eibar in die Segunda División auf, eine Spielklasse, in der sich der Klub 18 Spielzeiten lang halten sollte; insgesamt bisher 25 Jahre. Am 25. Mai 2014 machte der Klub den erstmaligen Aufstieg in die Primera División in seiner 75-jährigen Vereinsgeschichte perfekt und schaffte somit den Durchmarsch aus der dritten in die erste Spielklasse.
1998 begann die Gemeinde mit finanzieller Unterstützung des Ligaverbandes RFEF mit einer umfassenden Renovierung des Stadions. Dabei wurde unter anderem die Haupttribüne abgerissen und neu errichtet, diese bietet nun rund 2.800 Zuschauern Platz. Auf der Nordseite wurde ebenfalls ein überdachter Rang gebaut. Nach dem Ende der Arbeiten 2000 verfügte das Stadion über 7.083 Plätze.